# Миронюк Лавро Зиновійович
Мироню́к Лавро Зиновійович (18(30).08.1887, с. Рахнівка, сьогодні Гайсинський р-н Вінницької обл. — 1931, Відень) — український поет.

## Життєпис
Поет народився в багатодітній сім'ї. Батько Лавра Миронюка — Зіновій Якимович Миронюк — працював сільським учителем. Матір'ю письменника була Лукія Гаврилівна Миронюк. У родині, окрім Лавра, було ще 5 дітей: Денис, Овсій (Єлисей), Ілля, Опанас і Параска.
Закінчив церковно-парафіяльну школу. Протягом 1903—1906 років майбутній поет здобував освіту в церковно-учительській школі в с. Степашки (сьогодні Гайсинський р-н).
Брав участь в Першій світовій війні та Визвольних змаганнях 1917—1921 рр..
Працював учителем на Вінниччині й Кропивниччині (у Вороновицькому 2-класному народному училищі та початковій школі с. Могильне). Був редактором гайсинської газети «Народна думка».
На початку 20-х років Лавро Миронюк опинився за кордоном у таборі для інтернованих українських вояків у Воломині (поблизу Варшави). 1921 року поет переїхав до Праги, де вступив на філософський факультет Карлового університету. Також відвідував курси в Українському вільному університеті.
1922 року Лавро Миронюк потрапив у психіатричну лікарню «Катержінка». Письменник Фотій Мелешко згадував, що напередодні в поета загострилась «манія недовір'я до людей».
|                 | ...мені сказали, що студента Лавра Миронюка було забрано з поїзду, як психічнохвору людину, і відправлено до «Катержінки» (божевільня в Празі). Того ж таки дня я мав побачення з Миронюком. Спочатку його не впізнав. Середнього росту, а тепер зробився прямо маленький. На лисій широкій, філософській голові, яку він завжди щільно стриг, пом'ялося волосся, також і на бороді. Страшенно худий. Очі ще більше помутніли. |
| — Фотій Мелешко | |

За кілька місяців лікування в Празі Лавро Миронюк переїхав до с. Солописки (Чехія).
1923 року поет оселився у Відні, де згодом знову потрапив до психіатричної лікарні. Фотій Мелешко згадує, що поет перебував там до 1939 року. Імовірно, там же Лавро Миронюк був знищений у часи нацистської боротьби за «чистоту» раси.

## Творча спадщина
Лавро Миронюк — автор понад 800 поезій і поем. За життя поет надрукував кілька власних віршів у журналах «Веселка» і «Студентський вісник». Невелика частина творчого доробку письменника (61 поезія), що зберігалася переважно в рукописах, дійшла до нас у щоденникових записах знайомого Лавра Миронюка — поета Олекса Стефановича.
|                                                       | В ході розмови Стефанович спитав, чи маю я для Координат вірші Лавра Миронюка. Я відповів, що ніколи не чув про такого поета. Він тоді витягнув зошит, до якого переписував улюблені вірші різних поетів. В тому зошиті була велика добірка віршів Миронюка. |
| — Богдан Бойчук, Поет, пропавший у житті й літературі | |

На початку 1990-х років поетичні добірки Лавра Миронюка почали з'являтися в українській періодиці й збірниках («Світовид» (1993, № 4), «Стоголосся: Поетична антологія Вінниччини ХХ ст.» (2002)). Значний внесок у популяризацію творчости поета зробила Нью-Йоркська група.
Твори письменника:
- Чорні винодари: Вірші («Сучасність», 1968, № 7(91);
- Зірки, розсипані в руїнах: Вірші («Світовид», 1993, № 4);
- «Небо зорі золотом збили…»: Вірші («Дзвін», 2001, № 7);
- «Луни з обшару до яру збираються…», «В саду богів, в саду богинь…» («Біла книга кохання: Антологія української еротичної поезії», 2008).

## Особливості творчости поета
Лавро Миронюк писав переважно пейзажну й релігійну лірику, елегійно-баладні й міфологічні сюжети. За спостереженнями Богдана Бойчука, у поезіях Лавра Миронюка можна простежити 3 основні мотиви.
- Природні (пейзажі українського села):Пишається в барвах небесне село: Сади зеленіють, синіють, крислаті, І хати біліють, синіють, розп'яті, Над ними, під ними — блакитнеє тло.
- Релігійні мотиви (найчастіше):Гуркіт Твій срібно в безвість лине, Гомоном віщим в серце б'є — Се є Син Мій Любий, Єдиний, В котрім призволення Моє…
- Мортальні мотиви (тема смерти):Стали чорні виночерпи, Вино чорне ллють, А у серці чорні верби Вінки смерти в'ють.

Форма віршів письменника тяжіє до народно-пісенної традиції. У ліриці Лавра Миронюка можна простежити трагізм буття, характерний для української поезії періоду Визвольних змагань.
Творчість Лавра Миронюка редактори журналу «Сучасність» порівняли з творами Євгена Маланюка, Павла Тичини, Богдана-Ігоря Антонича.

## Письменники про Лавра Миронюка

### Василь Стус
Василь Стус був земляком Лавра Миронюка. У своєму листі до Віри Вовк від 14 квітня 1971 року поет писав: «Ще одна в мене новина: недавно довідався, що з мого рідного села вийшов цікавий поет трагічної долі Лавро Миронюк. Від тієї хати, де жили мої батьки і де я народився, зовсім недалеко (в селі коло 300 хат). Оце я одержав листа від його молодшого брата. Він досі не вірить, що брата нема. Навіть подав мені адресу 1927-29 рр., коли ще мав од хворого листи — з психіатричної лікарні… Вірші його мені запали в душу, навіть здалося, що виявляє якусь духовну субстанцію нашого села».

### Фотій Мелешко
Письменник Фотій Мелешко згадував про поета так: "Я з першого знайомства помітив слюдовий відбиток його очей, що вказувало на напруженість психічного стану Лавра… Змісти багатьох віршів показували, що в душі цього чоловіка діється невгасиме пекло. Я записав до свого щоденника: «Це дійсно страшний жах. Недаром він так довго не хотів мені їх читати, більше нічому не читає. І я не знаю, чи взагалі його твори бачитимуть світ. По-моєму, вони мають велику вартість і заслуговують, щоб були надруковані».